# Maxcanú
Maxcanú là một đô thị thuộc bang Yucatán, México. Năm 2005, dân số của đô thị này là 20830 người.